# Surveyor 1

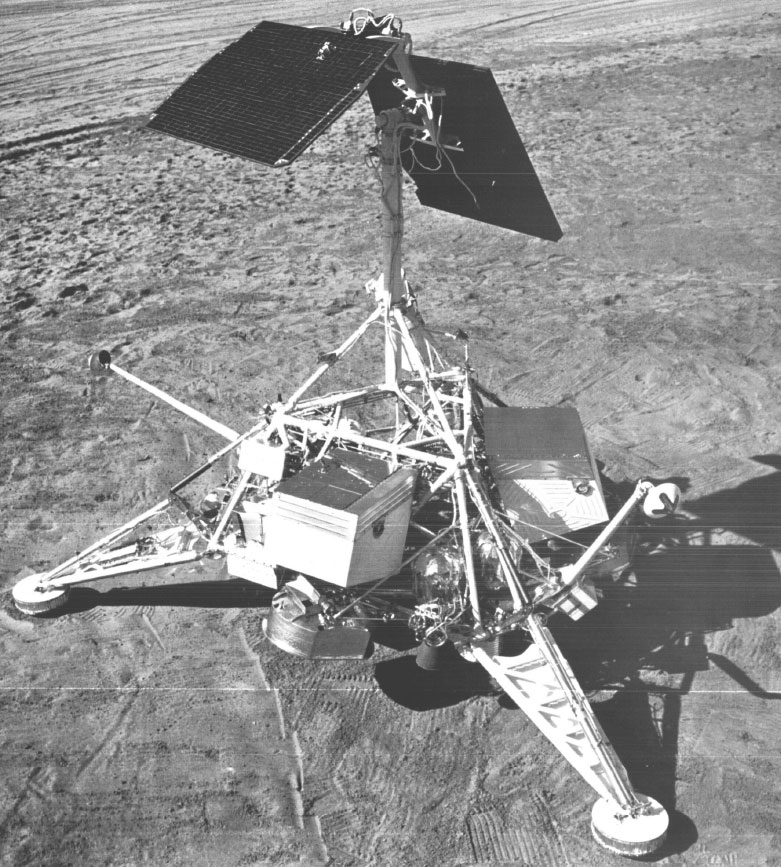
Modello del Surveyor 1

Il Surveyor 1 fu il primo lander lunare lanciato dagli USA verso la Luna. Apparteneva al Programma Surveyor e fu realizzato dalla NASA e dal Jet Propulsion Laboratory. Toccò terra con successo nell'Oceanus Procellarum quattro mesi dopo la sonda sovietica Luna 9.

## La Missione

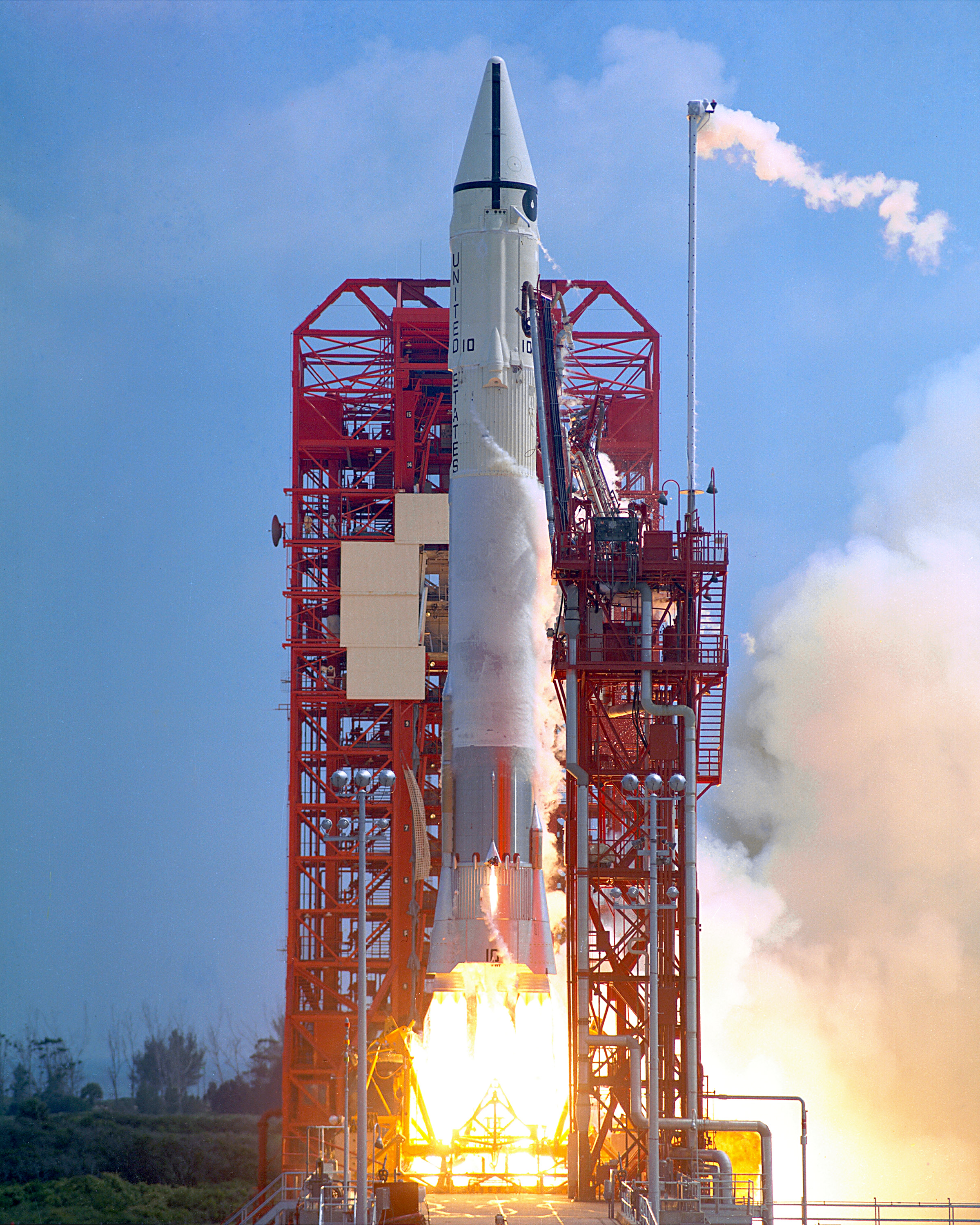
Lancio del Surveyor 1

La sonda fu realizzata solo per sviluppare gli aspetti tecnici dell'allunaggio e pertanto non portava un grande carico di strumenti scientifici, comunque furono raccolti ugualmente svariati dati molto importanti. A bordo erano installate due telecamere, una per l'avvicinamento alla Luna che non venne utilizzata, e l'altra per monitorare le operazioni sul suolo lunare.
Erano installati a bordo oltre 100 sensori per studiare come rispondeva la macchina alle sollecitazioni dello spazio esterno. Le videocamere ripresero la zona dell'atterraggio mentre gli strumenti inviavano a Terra le informazioni sulla temperatura ambientale locale. Il radar utilizzato per l'avvicinamento fornì anche informazioni sulle caratteristiche della superficie lunare.
Surveyor 1 fu lanciato il 30 maggio del 1966 alle 14:41:00 UTC tramite il razzo vettore Atlas-Centaur e venne immesso direttamente in una traiettoria di impatto con la Luna. I motori furono spenti solo quando la sonda raggiunse l'altezza di 3,4 metri dalla superficie del nostro satellite e poi toccò terra in caduta libera il 2 giugno del 1966 nell'Oceanus Procellarum alle coordinate 2,45° sud - 43,22° ovest. Surveyor 1 trasmise dati fino al 14 luglio del 1966 senza interruzione durante la notte lunare, mentre i test eseguiti dagli ingegneri continuarono fino al 7 gennaio del 1967.

## Strumentazione Scientifica

### Telecamera
La telecamera consisteva in un tubo vidicon di 25 e 100 mm di focale montata fissa con un'inclinazione di 16 gradi. Uno specchio, montato vicino all'obiettivo, poteva essere mosso in modo da riprendere la zona d'atterraggio. I comandi venivano inviati dal centro di controllo. Le immagini potevano avere 200 o 600 linee di definizione; le prime furono inviate tramite l'antenna omnidirezionale, mentre le seconde tramite l'antenna direzionata verso la Terra. Il segnale video usato per l'invio a terra era quello utilizzato normalmente dai circuiti televisivi pubblici, non criptato. Furono eseguite in totale 10.000 immagini, tra le quali anche alcune scattate alla volta stellata, le quali vennero registrate su nastro magnetico.

### Estensimetri
Degli estensimetri furono montati su ognuno degli ammortizzatori posti sulle gambe del lander per registrare il picco delle forze assiali nel momento dell'impatto della sonda. Furono concepiti per sopportare una forza fino a 800 kgf (7,8 kN).